# Brunn (Geisenfeld)
Brunn ist ein Stadtteil von Geisenfeld im oberbayerischen Landkreis Pfaffenhofen an der Ilm. Der Weiler liegt circa zwei Kilometer südlich von Geisenfeld und ist über die Fahlenbacher Straße zu erreichen.
Am 1. Januar 1978 wurde Brunn als Ortsteil der ehemals selbständigen Gemeinde Rottenegg in die Stadt Geisenfeld eingegliedert.

## Baudenkmäler
Siehe auch: Liste der Baudenkmäler in Geisenfeld#Weitere Ortsteile
- Wegkapelle, erbaut 1829, Turm 1930